# Urs Räber
Urs Räber (* 28. November 1958 in Grindelwald) ist ein ehemaliger Schweizer Skirennfahrer.

## Biografie
Räber war von 1978 bis 1984 im Skiweltcup aktiv und konnte zwei Abfahrtsläufe gewinnen. Ausserdem holte er in der Saison 1983/84 die kleine Kristallkugel für den Gewinn der Weltcupwertung in der Abfahrt. Nach den Olympischen Winterspielen 1984 in Sarajevo, bei denen er in der Abfahrt den fünften Platz belegte, beendete er seine Laufbahn.
Heute lebt er Wilderswil, wo er das Hotel Schönbühl betrieb. Aus dem Hotel sollen bis 2015 Eigentumswohnungen entstehen.

## Erfolge

### Olympische Spiele
- Lake Placid 1980: 18. Abfahrt (zählte zugleich als WM)
- Sarajevo 1984: 5. Abfahrt

### Weltcupwertungen
Urs Räber gewann einmal die Disziplinenwertung in der Abfahrt.
| Saison  | Gesamt | Gesamt | Abfahrt | Abfahrt | Kombination | Kombination |
| Saison  | Platz  | Punkte | Platz   | Punkte  | Platz       | Punkte      |
| ------- | ------ | ------ | ------- | ------- | ----------- | ----------- |
| 1978/79 | 46.    | 27     | 15.     | 27      | –           | –           |
| 1979/80 | 61.    | 14     | 27.     | 6       | 19.         | 8           |
| 1980/81 | 60.    | 15     | 25.     | 15      | –           | –           |
| 1981/82 | 78.    | 9      | 26.     | 9       | –           | –           |
| 1982/83 | 15.    | 99     | 5.      | 72      | 7.          | 27          |
| 1983/84 | 7.     | 118    | 1.      | 94      | 6.          | 24          |

### Weltcupsiege
Räber errang insgesamt 6 Podestplätze, davon 2 Siege:
| Datum             | Ort    | Land    | Disziplin |
| ----------------- | ------ | ------- | --------- |
| 18. Dezember 1983 | Gröden | Italien | Abfahrt   |
| 7. Januar 1984    | Laax   | Schweiz | Abfahrt   |